# Vinicius Rangel
Vinicius Rangel Costa (* 26. Mai 2001 in Cabo Frio) ist ein brasilianischer Radrennfahrer.

## Sportlicher Werdegang
Als Junior gewann Rangel bei den Panamerika-Meisterschaften im Straßenradsport 2019 sowohl im Straßenrennen als auch im Einzelzeitfahren der Junioren die Bronzemedaille. Nach dem Wechsel in die U23 fuhr er in Spanien und gewann 2021 bei Rennen des nationalen Kalenders die Gesamtwertung der Tour de Cantabrie und der Tour de Salamanque. International war er zunächst nur mit der Nationalmannschaft aktiv.  
Zur Saison 2022 erhielt er einen Vertrag beim Movistar Team. Bei den brasilianischen Meisterschaften gewann er neben beiden Titeln in der U23 auch das Straßenrennen der Elite. Für sein Team blieb er bisher ohne nennenswerte Ergebnisse. 2024 vertrat er Brasilien im olympischen Straßenrennen und kam auf Rang 71.
Nach den Olympischen Sommerspielen wandte sich Rangel mit einem offenen Brief an seine Fans und erklärte seinen Rücktritt vom professionellen Radsport, da ihm die notwendige Freiheit fehlte. Dabei äußerte er die Absicht, nach Brasilien zurückzukehren und dort dem Radsport treu zu bleiben, ohne zunächst nähere Angaben dazu zu machen. Seit der Saison 2025 ist er Mitglied im brasilianischen UCI Continental Team Swift Pro Cycling.

## Erfolge
2019
- Panamerikanische Meisterschaften – Straßenrennen (Junioren)
- Panamerikanische Meisterschaften – Einzelzeitfahren (Junioren)

2022
- Brasilianischer Meister – Straßenrennen
- Brasilianischer Meister – Straßenrennen und Einzelzeitfahren (U23)